# Altneckarlachen von Alsbach, Hähnlein und Bickenbach
Die Altneckarlachen von Alsbach, Hähnlein und Bickenbach sind ein Naturschutzgebiet in den Gemarkungen Alsbach und Hähnlein (Gemeinde Alsbach-Hähnlein) sowie Bickenbach im Landkreis Darmstadt-Dieburg in Südhessen. Es wurde mit Verordnung vom 28. August 1990 ausgewiesen und umfasst eine Fläche von 89,24 Hektar.

## Lage
Das Schutzgebiet liegt im Naturraum Hessische Rheinebene – Mittleres Neckarried und erstreckt sich westlich von Bickenbach und nördlich von Hähnlein. Es besteht aus den Flächen Waldlache, Fasanenlache, Schächerlache und Hainlache sowie den Erhebungen am Weilerhügel. Am nordöstlichen Rand verläuft die A 5. Das Naturschutzgebiet ist Teil des EU-Vogelschutzgebietes „Hessische Altneckarschlingen“ (6217-403).

## Schutzzweck
Durch die Unterschutzstellung soll ein charakteristischer Ausschnitt verlandeter Flussschleifen des Altneckars gesichert werden. Es handelt sich um ein Feuchtgebiet überwiegend auf Niedermoorböden mit seltenen Pflanzenarten und -gesellschaften. Pflegemaßnahmen sollen die vorhandene landwirtschaftliche Nutzung extensivieren und zu Dauergrünland entwickeln. Der vorhandene Bruchwald soll durch Pflegeeingriffe verbessert werden.

## Wassermanagement, Flora und Fauna
Die Ausprägung der Altneckarschlingen wird von den schwankenden Grundwasserständen im Hessischen Ried stark beeinflusst. Während bis in die 1960er-Jahre vor allem jahreszeitliche Schwankungen vorherrschten, traten danach häufiger mehrjährige Perioden von Trockenjahren auf. Durch Grundwasserentnahmen im Ried verloren die verlandeten Flussarme zeitweise ihren Anschluss an das Grundwasser und das torfige Gelände sackte um einige Dezimeter auf 90,0–90,6 Meter Meereshöhe ab.
Im Gebiet der Schächerlache und Waldlache kommen Röhrichtbestände vor. Mithilfe eines windbetriebenen Schöpfwerkes werden die Flächen seit 1995 vernässt, um eine dauerhafte Flachwasserzone mit ausgedehntem Verlandungsgürtel zu erhalten. Hier brüten Zwergtaucher, Blaukehlchen, Wasserrallen und Rohrweihen, gelegentlich auch Zwergdommeln, Drosselrohrsänger und Schilfrohrsänger. Die Hain- und Fasanenlache ist mit Schwarzerlenwald, extensiv mit Rindern beweidetem Grünland und Röhricht bewachsen. In nasseren Jahren hatten dort noch Knäkente, Wasserralle und Braunkehlchen gebrütet, in den Jahren bis 2017 nur noch Rohrweihen. Daher wurde 2017 auch hier eine Vernässung empfohlen.
Die Altneckarlachen sind nicht nur ein bedeutender Lebensraum für die Vogelwelt, auch Amphibien wie Wasserfrosch, Teichmolch und Kreuzkröte, Fische (Dreistachliger Stichling) und Fledermäuse (Großer Abendsegler) leben hier. Es wurden 275 Arten von Groß-Schmetterlingen nachgewiesen, darunter auch zahlreiche gefährdete und seltene Arten.

## Geologie
Gelegentlich werden die Altneckarlachen auch als „Rheinrandflusslachen“ bezeichnet. Der Seitenfluss des Ur-Rheins bestand nämlich nicht nur aus dem Alt-Neckar, sondern nahm auch das Wasser der Odenwaldzuflüsse wie Weschnitz, Winkelbach sowie Modau auf. Er strömte zwischen dem Rhein und dem westlichen Gebirgsrand dahin und mündete bei Trebur in den Rhein, bis vor etwa 2000 Jahren der Neckar seinen heutigen Verlauf nahm. Die abgelagerten Lehm- und Tonsedimente in den verlandenden Flussarmen führten zu nassen Böden, bei hoch anstehendem Grundwasser bildete sich Torf, ebenso im nahen Pfungstädter Moor.

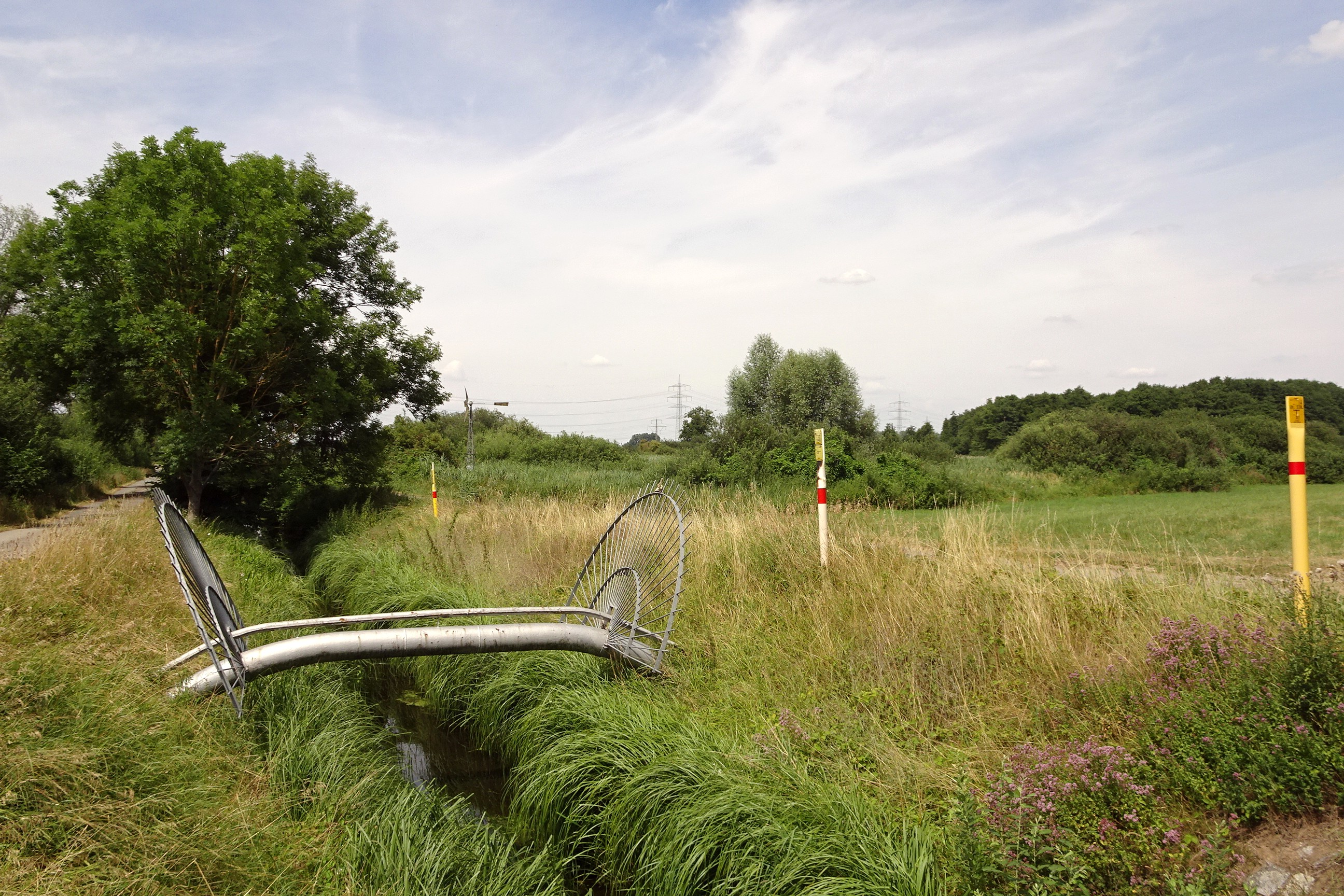
Blick über den Landgraben zur Waldlache (2020)
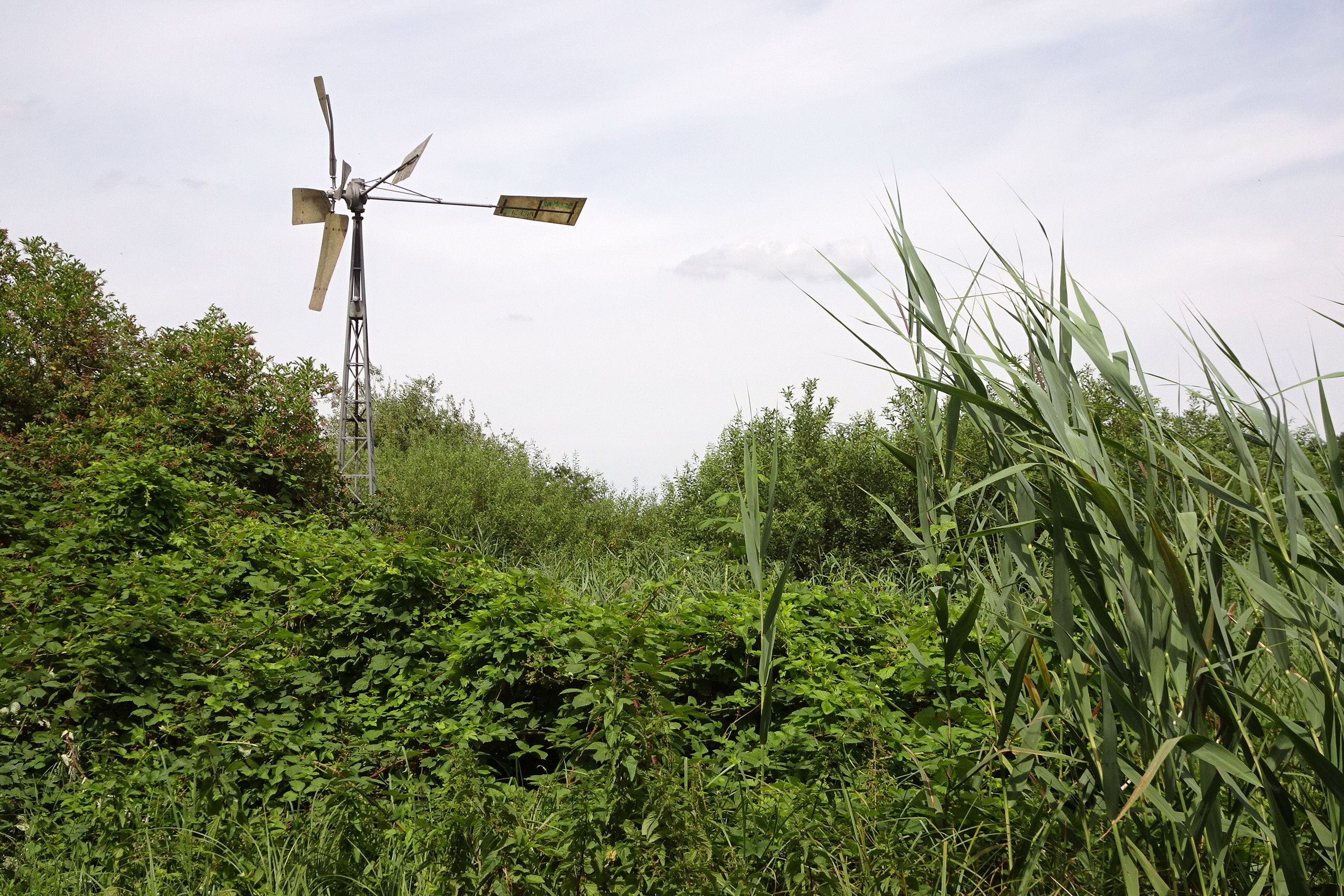
Feuchtgebiet in der Waldlache mit Schilfbestand und Windpumpe (2020)
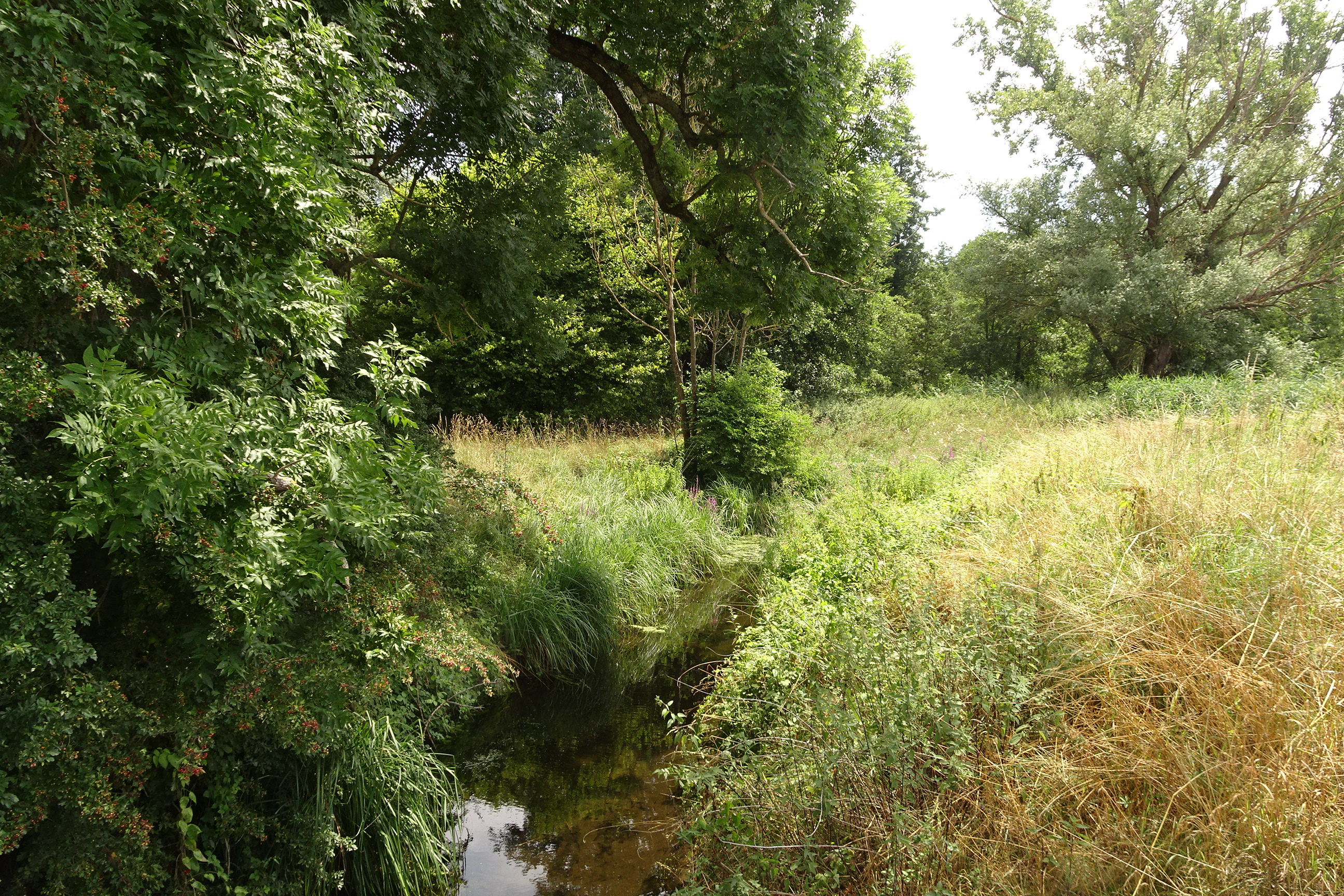
Bach am westlichen Rand der Fasanenlache (2020)
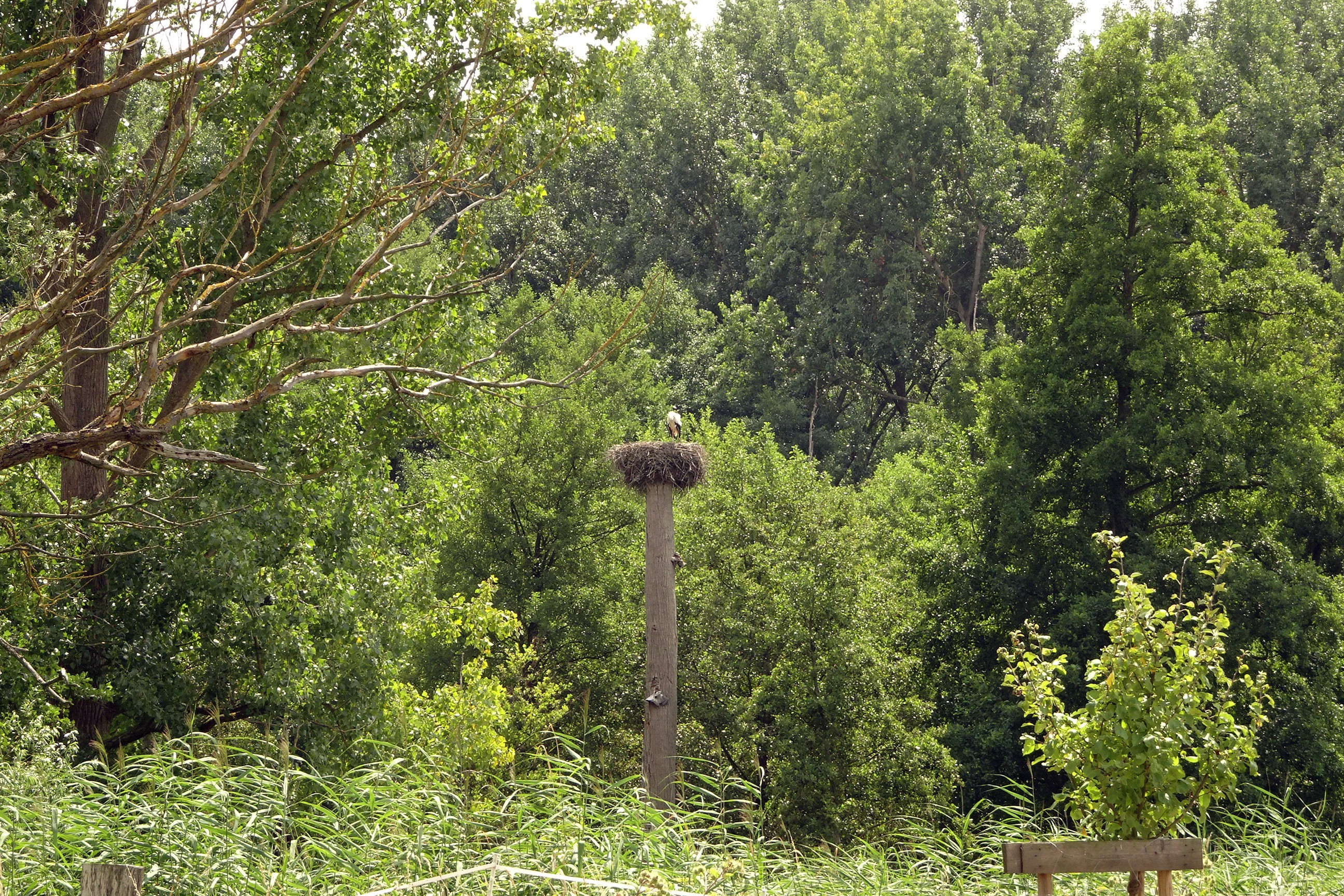
Wald der Fasanenlache mit Weißstorch-Nest (2020)

Die Altneckarlachen können auf einer knapp sechs Kilometer langen Biotoptour des Landkreises Darmstadt-Dieburg besucht werden.